# Kameron Taylor
Kameron Taylor (Landover (Maryland), 5 de octubre de 1994) es un baloncestista estadounidense que pertenece a la plantilla del Valencia Basket de la Liga Endesa. Con 1,98 metros de estatura, juega en la posición de alero.

## Trayectoria deportiva

### Universidad
Jugó cuatro temporadas con los Griffins de la universidad de Seton Hill.

### Profesional
Tras no ser elegido en el Draft de la NBA de 2016, firmó su primer contrato profesional con Erdgas Ehingen de la ProA alemana en el que jugó la temporada 2016-17.
En la siguiente temporada cambió de equipo de la ProA comenzando la temporada con Dragons Rhöndorf y más tarde, firmando por s.Oliver Baskets.
En la temporada 2018-19 firma con Pecsi VSK-Veolia de la Nemzeti Bajnokság I/A, con el que disputa 44 encuentros promediando 19.2 puntos, 8.1 asistencias y 3.9 rebotes por partido.
El 3 de julio de 2019, se confirma su fichaje por Brose Bamberg de la Basketball Bundesliga.
El 26 de enero de 2022, fue cedido al SIG Strasbourg de la LNB Pro A, hasta el final de la temporada.
El 21 de julio de 2022, firma por el Bàsquet Girona de la Liga Endesa.
El 14 de julio de 2023, se convierte en jugador del Unicaja Málaga de la Liga Endesa.
A finales de junio de 2025 firma con el Valencia Basket de la Liga Endesa.